# 奧地利—丹麥關係
奧地利和丹麥之間存在外交關係。奧地利在哥本哈根設有大使館，丹麥在維也納設有大使館。 兩國都是歐洲委員會、經濟合作與發展組織和歐盟的正式成員。外交關係於1925年12月19日建立。

## 外部連結
- (PDF). United Nations Treaty Series. United Nations Treaty Series. 27–30 June 1923  [12 February 2011] （英语及法语）. []